# Margarita Belén
Margarita Belén ist die Hauptstadt des Departamento Primero de Mayo in der Provinz Chaco im nördlichen Argentinien. Sie liegt 21 Kilometer nördlich der Provinzhauptstadt Resistencia. In der Klassifikation der Gemeinden in der Provinz Chaco gehört sie zur 3. Kategorie. 

## Geschichte
Der Ort wurde 1890 von Einwanderern aus Frankreich und aus Trient (Italien) gegründet. Er wird in Argentinien als Wiege der landwirtschaftlichen Kooperativen betrachtet.
In Margarita Belén erschossen am 24. März 1976 argentinische Soldaten und Polizisten in einer gemeinsamen Aktion 22 politische Gefangene.